# 2004년 하계 올림픽 배드민턴
2004년 하계 올림픽 배드민턴은 2004년 하계 올림픽의 정식 종목으로 진행된 배드민턴 경기로 2004년 8월 14일부터 21일까지 그리스 아테네에서 열렸다.

## 메달 집계

### 메달리스트
| 종목             | 금                                     | 은                                       | 동                                         |
| ---------------- | -------------------------------------- | ---------------------------------------- | ------------------------------------------ |
| 남자 단식 자세히 | 타우픽 히다얏 · 인도네시아             | 손승모 · 대한민국                        | 소니 드위 쿤초로 · 인도네시아              |
| 남자 복식 자세히 | 대한민국 (KOR) · 하태권 · 김동문       | 대한민국 (KOR) · 이동수 · 유용성         | 인도네시아 (INA) · 엥 히안 · 플란디 림펠레 |
|                  |                                        |                                          |                                            |
| 여자 단식 자세히 | 장닝 · 중화인민공화국                  | 미아 아우디나 · 네덜란드                 | 저우미 · 중화인민공화국                    |
| 여자 복식 자세히 | 중화인민공화국 (CHN) · 양웨이 · 장제원 | 중화인민공화국 (CHN) · 가오링 · 황쑤이   | 대한민국 (KOR) · 이경원 · 라경민           |
|                  |                                        |                                          |                                            |
| 혼성 복식 자세히 | 중화인민공화국 (CHN) · 장쥔 · 가오링   | 영국 (GBR) · 네이선 로버트슨 · 게일 엠스 | 덴마크 (DEN) · 옌스 에릭센 · 메테 숄다게르 |